# Newman (Australia)
Newman – niewielkie miasteczko w stanie Australia Zachodnia, największe skupisko ludzkie w hrabstwie East Pilbara i zarazem jego ośrodek administracyjny. Głównym zajęciem mieszkańców jest praca w górnictwie. Powstało w latach 60. XX wieku, po odkryciu w okolicy żłóż rudy żelaza. Urobek jest transportowany na wybrzeże przy pomocy towarowej linii kolejowej łączącej Newman z Port Hedland. Jeżdżące nią pociągi składają się zwykle z bardzo wielu wagonów, a ich łączna długość przekracza 2000 m. W okolicach znajduje się także lotnisko. Miasto bierze swą nazwę od A.W. Newmana, odkrywcy badającego te tereny pod koniec XIX wieku.